# Lisa Marei Schmidt
Lisa Marei Schmidt (* 6. März 1978 in Frechen bei Köln) ist eine deutsche Kunsthistorikerin, Kuratorin und Museumsdirektorin.

## Leben
Nach dem Magisterstudium der Kunstgeschichte und Germanistik an der Universität Marburg, der Universität Amsterdam und der Humboldt-Universität zu Berlin machte sie einen Master of Arts am Royal College of Art in London. Von 2009 bis 2011 war sie wissenschaftliche Volontärin der Kunstsammlung Nordrhein-Westfalen, von 2012 bis 2017 Kuratorin im Hamburger Bahnhof – Museum für Gegenwart in Berlin. Seit Oktober 2017 ist sie Direktorin im Brücke-Museum in Berlin-Dahlem.

## Ausstellungen
Sie betreute im Hamburger Bahnhof die Sammlung Marzona und kuratierte dort unter anderem die Ausstellungsserie „A–Z. Die Sammlung Marzona“ (2014–2016) und gemeinsam mit Udo Kittelmann „Fluids. A Happening by Allan Kaprow 1967/2015“. Zudem verantwortete sie als Kuratorin die von der Dia Art Foundation organisierte Ausstellung „Carl Andre: Sculpture as Place“.
Für den Martin-Gropius-Bau kuratierte Schmidt „Ed Atkins Old Food“ (2017).
Ihre Ausstellung „Vivian Suter. Bonzo's Dream“ im Brücke-Museum, in der Schmidt die Künstlerin Vivian Suter eingeladen hatte, mit der Sammlung des Museums zu arbeiten, wurde vom internationalen Kunstkritikerverband AICA als „Besondere Ausstellung 2020“ ausgezeichnet. 
Im Februar 2024 wurde das Brücke-Museum unter ihrer Leitung vom Kunstkritikerverband AICA Deutschland zum Museum des Jahres 2023 gewählt.

## Veröffentlichungen
- Aufruf zur Alternative, Kunstsammlung Nordrhein-Westfalen / Schmela Haus (2011)
- A–Z. Die Sammlung Marzona, Verlag Kettler, Dortmund (2017)
- Fluids. A Happening by Allan Kaprow, 1967/2015, Verbrecher Verlag (2017)